# Malurus leucopterus
Fadinha-d'asa-branca ou fadinha-de-asa-branca (Malurus leucopterus) é uma espécie de ave da família Maluridae.
É endémica da Austrália.